# Flugunfall der KLM bei Kopenhagen 1947
Der Flugunfall der KLM bei Kopenhagen 1947 ereignete sich mit einer Douglas DC-3C (C-47) der KLM Royal Dutch Airlines am 26. Januar 1947. Die Linienmaschine aus Amsterdam mit dem Ziel Stockholm/Bromma stürzte kurz nach dem Start vom Zwischenlandeplatz Kastrup (Kopenhagen) ab. Alle 22 Insassen kamen ums Leben. Die Absturzursache war ein Strömungsabriss beim Steigflug, der durch einen Wartungsfehler am Höhenleitwerk der Maschine ausgelöst wurde.
Unter den 16 Passagieren befanden sich der schwedische Erbprinz Gustav Adolf sowie die US-amerikanische Opernsängerin und Schauspielerin Grace Moore. Bis heute handelt es sich um den viertschwersten Unfall in der dänischen Luftfahrtgeschichte. Gleichzeitig hatte der Absturz unmittelbare Auswirkungen auf die schwedische Thronfolge. Wegen seiner Tragweite wurde der Zwischenfall als außerordentliche Tragödie wahrgenommen und in der dänischen Presse auch dänisch Flykatastrofen i Kastrup (deutsch „Flugkatastrophe in Kastrup“) genannt.

## Flugzeugtyp

Douglas DC-3

Bei dem verwendeten Flugzeug handelte es sich um eine Douglas DC-3C (C-47A-30-DK). Die zweimotorige, auf Kurz- und Mittelstrecken zum Einsatz kommende Maschine war der meistgebaute und marktbeherrschende amerikanische Flugzeugtyp der 1930er- bis 1950er-Jahre. Die vielfach für militärische Zwecke genutzte DC-3 bildete nach dem Zweiten Weltkrieg den Grundstock vieler Nachkriegsfluggesellschaften und wurde teilweise über Jahrzehnte geflogen. Bei der niederländischen Fluggesellschaft KLM wurde die letzte DC-3 erst im Jahr 1965 außer Dienst gestellt.
Die Unfallmaschine (Luftfahrzeugkennzeichen PH-TCR) war 1943 von der Douglas Aircraft Company gebaut worden (Werknummer: 43-48218). Nachdem sie von den United States Army Air Forces im Zweiten Weltkrieg genutzt worden war, ging sie am 4. Juni 1946 in den Besitz der Fluggesellschaft KLM über. Die Überführung zum Heimatflughafen Amsterdam-Schiphol erfolgte durch den holländischen Flugzeugbauer Fokker, der das Flugzeug samt Kabineneinrichtung generalüberholte. Auch die Motoren und Propeller ließ die KLM überholen. Die Maschine verfügte seitdem über zwei Motoren des Typs Pratt & Whitney Twin Wasp T-1830 mit einer Leistung von je 1.200 PS. Die maximale Reisegeschwindigkeit der Maschine betrug 285 km/h, ihre maximale Reichweite lag bei 1.800 km. Der linke Motor (Seriennummer: CP-360458) war vor dem letzten Flug über 1.100 Flugstunden in Betrieb gewesen, der rechte (CP-359447) beinahe 1.300 Flugstunden.
Die PH-TCR war am 18. Oktober 1946 vom niederländischen Reichsluftfahrtdienst während eines Probeflugs abgenommen worden. Drei Tage später wurde die Maschine für den Flugbetrieb zugelassen und mit der Nummer 490 in das niederländische Luftfahrtregister eingetragen. Die Zulassung galt bis zum 21. Oktober 1947. Das Flugzeug konnte maximal 21 Passagiere befördern. Das höchstzulässige Abfluggewicht lag bei 12.712 kg, das höchstzulässige Landegewicht bei 11.800 kg. Die DC-3 war bis zu ihrem Absturz rund 1686,5 Flugstunden im Einsatz, davon 442 Flugstunden nach der Übergabe durch Fokker und etwa 35,5 Flugstunden seit der letzten Inspektion.
Diese DC-3 war im Gegensatz zu ihrem im Jahr 1946 verunglückten Schwesterflugzeug PH-TBV mit dem aktuellen Farbschema der KLM versehen. Dieses sah eine blau lackierte Nase vor, von der sich je ein blauer, verjüngender Seitenstreifen unter den Passagierfenstern bis zum Heck erstreckte. Die Rumpfunterseite war weiß, während auf der Oberseite jeweils der in Blau gehaltene, englischsprachige Schriftzug The Flying Dutchman (dt.: Der fliegende Holländer) prangte. Das Seitenleitwerk war gemäß den Farben der niederländischen Flagge in Rot, Weiß und Blau gehalten, wobei das KLM-Logo in der Mitte des weißen Farbfeldes platziert war.

## Flugverlauf

### Besatzung

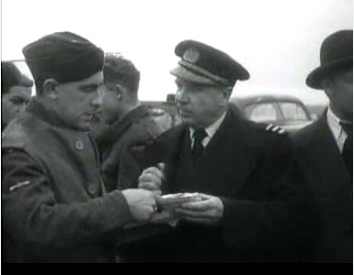
Flugkapitän Gerrit J. Geysendorffer im Jahr 1945

Die diensthabende sechsköpfige Besatzung stammte aus den Niederlanden. Der Flugkapitän Gerrit Johannes Geysendorffer (* 1892) war in seiner Heimat ein bekannter Flugpionier und der erste Niederländer mit einer kommerziellen Pilotenlizenz. Er stand – mit Unterbrechungen – seit dem 1. März 1921 in den Diensten der KLM. Im Auftrag des US-amerikanischen Verlegers W. Van Lear Black aus Baltimore hatte Geysendorffer im Jahr 1927 mit einer Fokker F.VIIa (Kennzeichen: H-NADP) den ersten Flug nach Batavia in Niederländisch-Ostindien (heute Jakarta, Indonesien) durchgeführt und war bis 1930 dessen Privatpilot. Geysendorffer flog über 50 Mal in die niederländische Kolonie und wurde aufgrund seiner Verdienste zum Ritter des Ordens von Oranien-Nassau (Ridder in de Orde van Oranje Nassau) geschlagen. Seit 1937 besaß Geysendorffer die Musterberechtigung, die DC-3 zu fliegen. Zwischen 1921 und 1940 hatte er 14.000 Flugstunden für die KLM auf 31 verschiedenen Typen absolviert. Vom November 1945 an konnte er 1251 Flugstunden vorweisen, davon 300 auf der DC-3. Der Familienvater lebte in Amsterdam und war mit der Dänin Tofa Spandet verheiratet, die er als junger Flieger bei einer Notlandung in Dänemark kennengelernt hatte.
Der Erste Offizier Gerrit Jan Rietman (* 1918) hatte 1937 seine Fluglizenz erhalten und 1939 erfolgreich die Kopilotenausbildung absolviert. Er stand seit dem 1. November 1940 im Dienst der KLM. Der Bordmechaniker Willem Antonie van Bommel (* 1924) arbeitete seit 1945 für die Fluggesellschaft. Die beiden Funker Simon Martinus Antonius Pijnenburg (* 1915) und Willem Brandenburg (* 1920) sowie der Flugbegleiter Hugo Hoek (* 1917) standen seit 1946 in den Diensten der KLM.

### Aufgenommene Passagiere in Amsterdam und Flug nach Kastrup

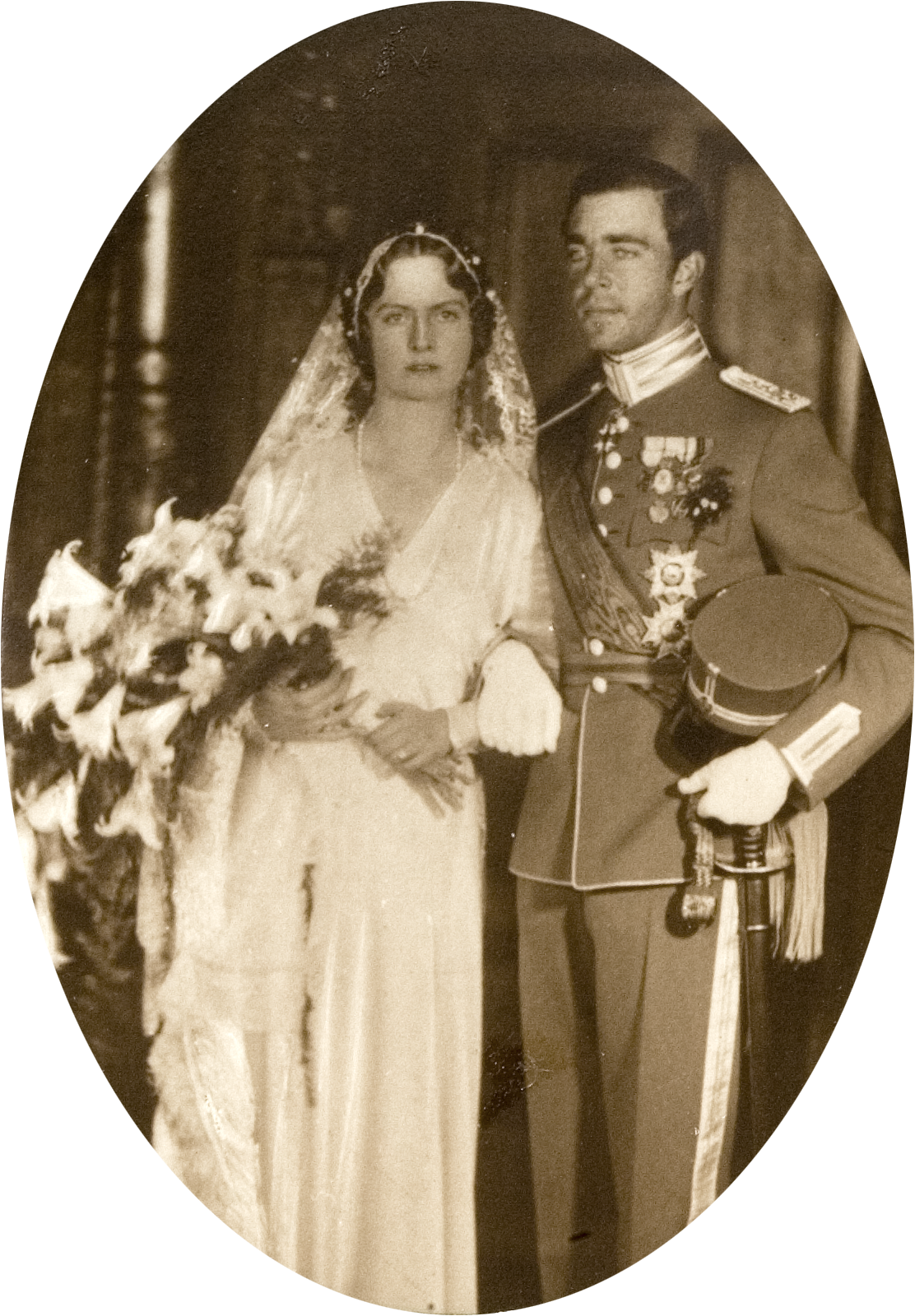
Erbprinz Gustav Adolf bei seiner Hochzeit im Jahr 1932 mit der Deutschen Sibylla von Sachsen-Coburg und Gotha

Der am Sonntag, dem 26. Januar 1947, stattfindende Linienflug von Amsterdam nach Stockholm mit einer geplanten Zwischenlandung in Kopenhagen wurde täglich von der niederländischen Fluggesellschaft KLM angeboten. Die DC-3 (Kennzeichen PH-TCR) startete mit ihren sechs Besatzungsmitgliedern und sieben Passagieren vom Flughafen Schiphol. Zu den Fluggästen, welche die Maschine in Amsterdam bestiegen hatten, gehörte Prinz Gustav Adolf von Schweden, der von seinem Sekretär, dem gräflichen Adjutanten und Hofjägermeister Albert Gustav Hugo Stenbock (* 1899), begleitet wurde. Der 40-jährige Erbprinz war einer privaten Einladung von Prinz Bernhard der Niederlande zur Wildschweinjagd gefolgt. Er hatte einige Tage im Palais Soestdijk verbracht und befand sich nun auf der Rückreise zu seiner Familie nach Schweden.

### Fluggäste ab Kastrup

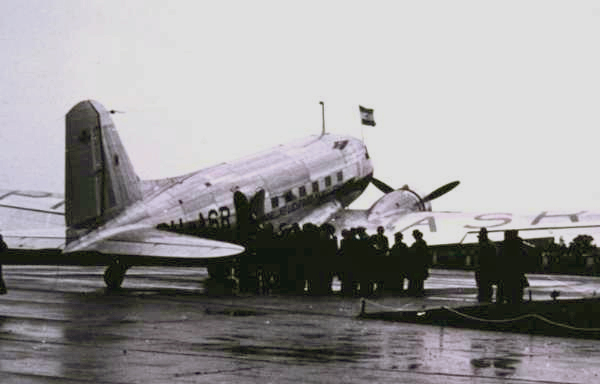
Eine DC-3 der KLM in altem Farbschema mit geöffneter rechter Passagiertür (1939)

Die PH-TCR erreichte um 14:58 Uhr Ortszeit den Flughafen Kastrup, der sich einige Kilometer südlich von Kopenhagen befindet. Drei Passagiere verließen hier die DC-3, während bei einer Routinekontrolle die Motoren überprüft wurden. Um 15:15 Uhr bestiegen zwölf weitere Passagiere vom Vilhelm-Lauritzen-Terminal aus die KLM-Maschine. Damit befanden sich für die letzte Teilstrecke des Fluges neben der sechsköpfigen Besatzung 16 Passagiere an Bord – elf Männer, drei Frauen und zwei Kinder. Sie stammten aus sechs Nationen; davon sieben aus Dänemark, vier aus Schweden, zwei aus Frankreich und eine Person aus den Vereinigten Staaten. Zwei Männer aus den niederländischen Kolonien bzw. Spanien waren mit Prinz Gustav Adolf und Graf Stenbock in Amsterdam zugestiegen.

#### Reisegruppe um Grace Moore

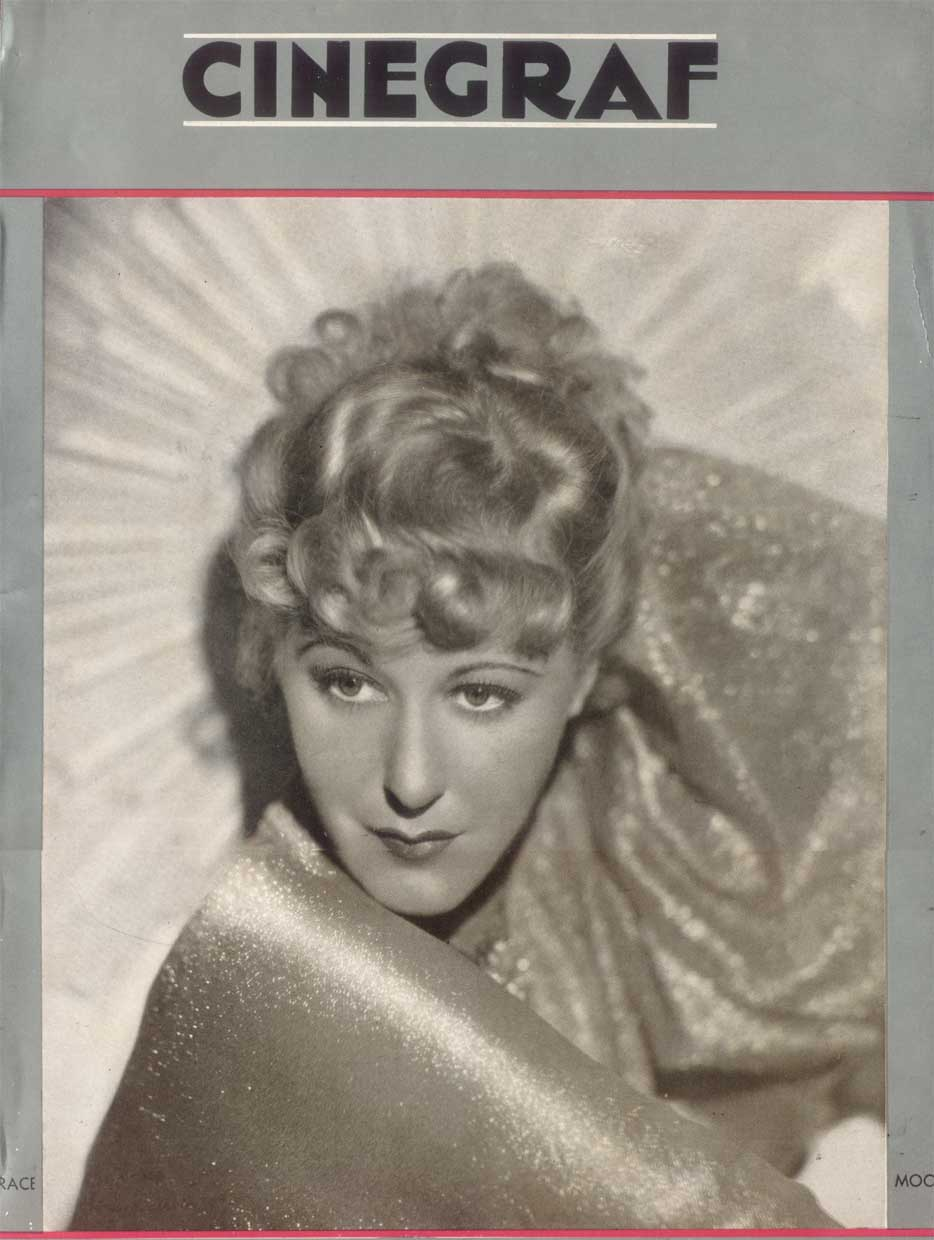
Grace Moore auf der Titelseite einer argentinischen Filmzeitschrift (1935)

Am bekanntesten unter den in Kastrup zugestiegenen Passagieren war die US-amerikanische Opernsängerin und Schauspielerin Grace Moore. Die 48-jährige Sopranistin hatte im Juli 1946 die Vereinigten Staaten für eine Konzerttournee durch Europa sowie für Pflichtauftritte vor amerikanischen Soldaten verlassen. Am Tag vor dem Abflug nach Stockholm hatte Moore in der Kopenhagener KB Halle ein umjubeltes Konzert vor 4000 Zuschauern gegeben und als letztes Lied Ciribiribin angestimmt. Der folkloristisch angehauchte Titel war seit ihrer Oscar-nominierten Rolle in dem Musicalfilm Das leuchtende Ziel (1934) zu ihrer Erkennungsmelodie geworden. Moores Tournee durch Skandinavien sollte bereits am nächsten Tag mit einem Konzert in Stockholm sowie weiteren Auftritten in Schweden fortgesetzt werden.
Getrübt wurde die Europa-Tournee der Amerikanerin durch eine mehrmonatige Krankheit ihres Ehemanns Valentín Parera. Der spanische Schauspieler, der sie in der Vergangenheit bei ihren Konzertreisen begleitet hatte, blieb im gemeinsamen Anwesen in Mougins an der Côte d’Azur zurück. Moore hatte viel Zeit bei ihrem Ehemann in Südfrankreich verbracht und aufgrund seines Gesundheitszustands geplante Auftritte an der New Yorker Metropolitan Opera im Februar 1947 abgesagt. Wenige Stunden vor ihrem Abflug schickte sie ihrem Ehemann noch ein Telegramm, in dem sie seine Anwesenheit vermisste („Am longing awfully already. Today I go to Stockholm. I cannot be without you all these months.“).
Moore wurde auf ihrer Konzertreise von dem zwölfjährigen französischen Pianisten Jean-Loup Peltier (anderen Angaben zufolge „Jean Loup Peltier“, „Jean Louis Peltier“ oder „Louis Peltier“) begleitet. Peltier galt als hochtalentierter Musiker und hatte bereits den ersten Preis des Pariser Conservatoire gewonnen. Ebenfalls zum Mitarbeiterstab Moores gehörten der 41-jährige französische Impresario Roland Fernand Xavier Victor Malbecq (anderen Angaben zufolge „Roland Fernand Malbec“, „Roland Ferdinant Vickard Malbec“ oder „Malbeq“) sowie der 24-jährige Däne Hans Henning Thomsen (auch als „H. H. Thomsen“ sowie fälschlicherweise als „Hans Denning Thomsen“ geführt), der Moores Skandinavien-Tournee organisierte.

#### Gerda Neumann und weitere Passagiere
| Dänemark           | 7  |
| Niederlande        | 7  |
| Schweden           | 4  |
| Frankreich         | 2  |
| Spanien            | 1  |
| Vereinigte Staaten | 1  |
| Gesamt             | 22 |

Der Gruppe um Moore nach Stockholm schlossen sich die 31-jährige dänische Sängerin Gerda Neumann sowie ihr Ehemann an, der dänische Filmproduzent Jens Dennow (auch als „Jens Thomasen Dennow“ geführt). Neumanns Gatte war der Geschäftspartner von Thomsen und das Paar hatte am Tag zuvor, nach dem Konzert in der KB-Halle, gemeinsam mit Moore gegessen. Die US-Amerikanerin hatte Neumann daraufhin eingeladen, sie nach Stockholm zu begleiten. Die vom Jazz beeinflusste populäre Dänin hatte ab Ende der 1930er-Jahre Konzertreisen in Europa und Auftritte in einigen Filmen absolviert. Wie Moore war sie auch vor britischen und US-amerikanischen Soldaten in Deutschland aufgetreten. Die Abreise von Moore, Neumann und ihrem Ehemann wurde von der Presse begleitet und alle drei stellten sich vor dem Besteigen der Maschine den Fragen der Journalisten sowie für Fotos zur Verfügung.
Neumann nahm auf die Reise nach Stockholm ihren drei- bis vierjährigen Neffen mit, der die schwedische Staatsbürgerschaft besaß. Zu den weiteren dänischen Passagieren zählten ein Ingenieur, der in Schweden arbeitete, ein weiterer Ingenieur und ein Makler, die bei der Fluggesellschaft Det Danske Luftfartselskab (DDL; später SAS) angestellt waren, sowie ein männlicher und ein weiblicher Fluggast. Ebenfalls stieg in Kastrup ein männlicher Passagier schwedischer Staatsangehörigkeit zu.

### Start und Absturz

Die Unfallroute der PH-TCR (diese Karte entspricht nicht der genauen Flugroute)

Um 15:25 Uhr begann die Besatzung um Flugkapitän Geysendorffer mit den Startvorbereitungen. Die beiden Motoren wurden vorgewärmt und der diensthabende Fluglotse im Kontrollturm gab zweimal die Information zur Startfreigabe. Die Besatzung bestätigte den Empfang der Freigabe und rollte über die Bahn 17 zum südwestlichen Ende der Piste 04. Um 15:31 Uhr begann die KLM-Maschine mit dem Start. Die Sonne schien und es herrschte leichter Schneefall am Nachmittag dieses letzten Sonntags im Januar 1947. Die Außentemperatur lag bei −5 Grad Celsius. Der Wind kam aus Richtung Nord-Nord-Ost. Die Windgeschwindigkeit betrug 40 km/h. Aufgrund des starken Gegenwinds hob die Maschine nach nur 200 bis 300 Metern vom Boden ab, was aber als normal angesehen wurde.
Im Steigflug wies die PH-TCR eine höhere Neigung als gewöhnlich auf, nach Augenzeugenberichten mehr als 45 Grad. In einer Höhe von 75 bis 100 Metern über dem Boden rollte die DC-3 nach links und fiel fast senkrecht nach unten. Etwa einen Kilometer östlich ihres Abhebepunktes schlug die PH-TCR um 15:35 Uhr mit der Nase und der linken Tragfläche zuerst auf dem Flugfeld auf. Der Absturzort lag unmittelbar in der Mitte des damals kleineren Flughafengeländes, direkt an der Kreuzung der Bahnen 04-22 und 12-30. Unmittelbar nach dem Aufprall brach ein schweres Feuer aus, das sich schnell über das gesamte Wrack ausbreitete.
Noch bevor die PH-TCR auf den Boden aufschlug, war von einem Flughafenmitarbeiter, der die Szenerie beobachtet hatte, Alarm ausgelöst worden. Erste Rettungskräfte – Flughafenmitarbeiter mit Handfeuerlöschern und ein Fahrzeug der Flughafenfeuerwehr – trafen innerhalb von drei Minuten an der Unfallstelle ein. Entgegen den Anweisungen der Flughafenleitung waren sie nicht über die befestigten Wege, sondern direkt über das gefrorene Gras zur Unfallstelle geeilt, konnten aber aufgrund des schweren Feuers und der starken Hitzeentwicklung nicht zu den Insassen vordringen. Die Versuche, zwecks Verstärkung telefonisch Kontakt zur nahe gelegenen Brandwache in Tårnby zu bekommen, schlugen anfangs fehl. Die Telefonzentrale im ersten Stock des Flughafengebäudes war zum Zeitpunkt des Absturzes nicht besetzt – die Telefonistin hatte ihren Platz für 15 Minuten verlassen, um Kaffee zu kochen.
Eine Verbindung mit der Telefonvermittlung in Kopenhagen kam erst nach mehr als zehn Minuten Verzögerung zustande. Eine städtische Feuerwehreinheit aus Dragør erreichte die Unfallstelle nach ungefähr 20 Minuten – die Feuerwehrleute hatten Rauch vom Flughafen aufsteigen sehen. Ihnen folgten die Feuerwehr Tårnby, die Falck A/S und die Polizei. Erst nach mehr als einer Stunde (anderen Angaben zufolge 30 Minuten) gelangten die Rettungskräfte direkt zum Wrack. Es gab keine Überlebenden.
Alle 22 Insassen der DC-3 waren unmittelbar beim Absturz getötet worden, wie die gerichtsmedizinische Untersuchung in Kopenhagen ergab – Passagiere und Besatzung wurden angeschnallt in ihren Sitzen gefunden. Die Identifizierung der Toten stellte sich als schwierig heraus, da sie bis zur Unkenntlichkeit verbrannt waren. Prinz Gustav Adolf wurde als erster durch eine mitgeführte Identifikationsplakette aus Metall („metal identification disk“), die normalerweise Soldaten trugen, sowie ein halbverbranntes Taschentuch mit seinen Initialen bestimmt. Der Leichnam Grace Moores konnte durch einen gravierten Armreif („To Grace from Val“) identifiziert werden, den sie von ihrem Ehemann als Geschenk nach einem Konzert in den USA erhalten hatte. Die Juwelen, welche die Amerikanerin auf ihrer Reise mit sich geführt hatte, konnten aus dem Wrack geborgen werden. Der Leichnam Gerda Neumanns, der von der Polizei zunächst irrtümlich Moore zugeordnet worden war, wurde durch eine Brosche in Form einer Lyra identifiziert. Bereits einen Tag nach dem Unfall waren 13 der 22 Leichen identifiziert.

## Unmittelbare Folgen und Trauerfeierlichkeiten
Der Flugzeugabsturz fand aufgrund der prominenten Todesopfer weltweit mediale Beachtung. Neben dänischen, schwedischen und niederländischen Tageszeitungen berichteten auch viele englischsprachige Medien auf ihren Titelseiten vom Unfall, darunter die New York Times, die Los Angeles Times und The Washington Post.
Der schwedische Gesandte in Kopenhagen war einer der Ersten, die vom Tod des Prinzen Gustav Adolf erfuhren. Er benachrichtigte daraufhin die in Kopenhagen lebenden jüngeren Geschwister des Verstorbenen, Kronprinzessin Ingrid und Sigvard Bernadotte. Prinzessin Sibylla, der Witwe von Gustav Adolf, wurde die Nachricht persönlich von Kronprinzessin Louise von Schweden nach Schloss Haga überbracht. Aus Mitgefühl zur schwedischen Königsfamilie und zu Kronprinzessin Ingrid wurde am 27. Januar Trauerbeflaggung in ganz Kopenhagen angeordnet. Auch die Standarte von König Christian X. von Dänemark wurde auf halbmast gesetzt.
Prinz Gustav Adolf bekleidete bei seinem Tod Platz zwei in der schwedischen Thronfolge, hinter seinem Vater Gustav VI. Adolf, der im Jahr 1950 – drei Jahre nach dem Unfall – dem verstorbenen Gustav V. auf den Thron folgen sollte. Gemäß damaligem Thronfolgegesetz, wonach die schwedische Königswürde nur an männliche Nachfahren weitervererbt werden konnte, wurde der zum Zeitpunkt des Absturzes fast neun Monate alte Carl Gustaf neuer Erbprinz, nach seinem 64-jährigen Großvater. Carl Gustaf war der einzige Sohn des verunglückten Prinzen und von Prinzessin Sibylla. Eine spätere Regentschaft wegen Minderjährigkeit schien angesichts des kleinen Prinzen Carl Gustaf im Säuglingsalter und des fortgeschrittenen Alters von König wie auch Kronprinz nicht ausgeschlossen. Diese Situation trat jedoch nicht ein. Bei der Thronbesteigung Gustav VI. Adolfs avancierte Carl Gustaf im Alter von viereinhalb Jahren zum Kronprinz von Schweden und wurde in volljährigem Alter nach dessen Tod 1973 König.
In Kopenhagen wurde der Leichnam von Gustav Adolf in der Schwedischen Kirche in einem geschlossenen, mit der schwedischen Flagge versehenen Sarg aufgebahrt. An den dortigen Trauerfeierlichkeiten nahmen die königliche dänische Wache, Königin Alexandrine und die dänische Königsfamilie, Ministerpräsident Knud Kristensen und Außenminister Gustav Rasmussen teil. Der niederländische Gesandte in Stockholm kondolierte bei der Familie des Verstorbenen in Drottningholm.
Der schwedische Königshof ordnete ab dem 28. Januar eine offizielle Trauer an. Alle Stockholmer Theater, darunter auch das Königliche Dramatische Theater, stellten ihren Spielbetrieb ein. Der Leichnam Gustav Adolfs wurde mit dem schwedischen Kriegsschiff Oscar II. in seine Heimat überführt und am 4. Februar auf dem königlichen Friedhof Haga, unweit seines Wohnsitzes, beerdigt. An den Trauerfeierlichkeiten in Stockholm nahmen Mitglieder aus den königlichen Familien von Schweden, Dänemark und Norwegen teil, der Deutsche Friedrich Josias Prinz von Sachsen-Coburg und Gotha sowie Repräsentanten aus 35 Ländern.
Der Leichnam Grace Moores wurde für einen Gedenkgottesdienst persönlich von ihrem Ehemann nach Paris überführt. 500 Personen nahmen am 3. Februar in der American Cathedral Church Abschied von der Sängerin und Schauspielerin, darunter der US-amerikanische Botschafter Jefferson Caffery, der Theaterdirektor Georges Hirsch, Henry Malherbe, Direktor der Opéra-Comique, der französische Tenor José Luccioni sowie die Schauspielerinnen Marlene Dietrich und Yvonne Printemps. Über Cherbourg wurde Moores Leichnam mit der America nach New York überführt, wo das Passagierschiff am 21. Februar eintraf. Zwei Tage später wurde Moore unter großer Anteilnahme in ihrer Heimatstadt Chattanooga, Tennessee, beerdigt.
Der Großteil der übrigen Insassen der Unfallmaschine wurde am 4. und 5. Februar in ihren Heimatorten beigesetzt.

## Unfalluntersuchung und Ergebnis
| Leergewicht                                   | 8269 kg   |
| Besatzung (6)                                 | 480 kg    |
| Kombüsenausrüstung                            | 90 kg     |
| Benzin (2000 l)                               | 1440 kg   |
| Öl (140 l)                                    | 126 kg    |
| Passagiere (16)                               | 1240 kg   |
| Gepäck                                        | 250 kg    |
| Post                                          | 82 kg     |
| Frachtgut                                     | 212 kg    |
| Gesamtgewicht (max. Abfluggewicht: 12.712 kg) | 12.189 kg |

Mit der offiziellen Untersuchung des Flugzeugabsturzes wurde die staatliche dänische Luftfahrtaufsicht betraut, die von Experten aus den Niederlanden und Schweden unterstützt wurde. Die Untersuchungskommission sollte ihren Bericht später der niederländischen Regierung vorlegen.
Bereits kurz nach dem Unfall ließ der leitende Ermittler Sven Aage Dalbro verlauten, dass kein Pilot mit der Ausbildung und Erfahrung Geysendorffers absichtlich einen solchen Start durchgeführt hätte. Geysendorffer verfügte über insgesamt 26.000 Stunden Flugpraxis. Die KLM gab an, dass der 54-jährige Pilot auf seine Gesundheit hin untersucht und für flugtauglich befunden worden war.

### Theorie 1: Falsche Beladung
Bereits einen Tag nach dem Absturz wurden zwei mögliche Theorien als Auslöser für die Katastrophe in Betracht gezogen. Erste Berichte gingen von einer falschen Beladung bzw. Überladung der DC-3 aus. Das maximale Abfluggewicht der PH-TCR lag bei 12.712 kg. Neben den sechs Besatzungsmitgliedern und 16 Passagieren beförderte die Maschine auf ihrem letzten Flug auch 250 kg Gepäck, 82 kg Post und 212 kg Frachtgut. Das Gesamtgewicht von 12.189 kg lag beim Start in Kastrup 523 kg unterhalb des maximal zulässigen Abfluggewichts. Dennoch senkten die dänischen Behörden in ihrem Flugraum das maximale Abfluggewicht für Flugzeuge des Typs DC-3 auf 11.450 kg. Schweden folgte diesem Beispiel. Der britische Minister für den zivilen Flugverkehr, Lord Nathan, gab zu bedenken, dass das Abfluggewicht der Unfallmaschine nicht überzogen war und in Kriegszeiten bei bis zu 13.600 kg gelegen hätte. Die amerikanischen Luftstreitkräfte wiesen darauf hin, dass ihre Maschinen im Zweiten Weltkrieg bis zu 16.500 kg gewogen hätten. Die amerikanisch-europäischen Regelungen für den Luftverkehr sahen ein Maximalgewicht von 16.154 kg für den Flugzeugtyp vor.

### Theorie 2: Verriegeltes Höhenruder
Eine zweite Theorie ging davon aus, dass man vergessen hatte, die Verriegelung des Höhenruders (englisch „elevator lock“) vor dem Start zu lösen. Bei starkem Wind, wie er am Unfalltag vorgeherrscht hatte, wurde das Höhenruder mit einem Metallkeil fixiert, um ein unkontrolliertes Ausschwenken am Boden und daraus resultierende Beschädigungen zu verhindern. Gunnar Larsson, stellvertretender Inspektor der schwedischen zivilen Luftfahrtbehörde gab an, dass das Ruder trotz der Verriegelung über ein wenig Bewegungsspielraum verfüge. Das könnte die Piloten beim Testen der Steuerung im Glauben gelassen haben, dass die Verriegelung bereits gelöst worden sei. Zum Absturzzeitpunkt herrschte ein starker Wind, der die Bedienung des Ruders ebenfalls erschwerte.
Normalerweise waren diese Verriegelungen mit Fahnen oder Wimpeln auch optisch gekennzeichnet, damit das Bodenpersonal oder die Flugbesatzung darauf achtete, sie vor dem Start zu lösen. Tatsächlich wurde 15 Minuten nach dem Unfall ein solcher Metallkeil von einem Mitglied des Bodenpersonals etwa 76 Meter östlich des Flugzeugwracks gefunden. Der Gegenstand zeigte keine Anzeichen von Brandspuren und war auch nicht mit Schnee bedeckt. In den Trümmern der PH-TCR fand man keinen solchen Riegel. Auch konnten die Ermittler keine technischen Defekte am Flugzeug, insbesondere bei den Verbindungen zwischen Höhen- und Seitenruder feststellen. Der Fund wurde bereits einen Tag nach dem Unfall öffentlich gemacht und die Untersuchungskommission ließ verlautbaren, diesem Punkt eine besondere Aufmerksamkeit zu widmen.
Am Tag des Unfalls war ein 19-jähriger Mechaniker der DDL für die Abfertigung der KLM-Maschine verantwortlich. Er gehörte erst seit dem 7. Januar 1947 dem Bodenpersonal des Flughafens Kastrup an und verfügte nur über unzureichende Kenntnisse der Höhenruder-Verriegelung an der DC-3. Auch war kein weiterer Mitarbeiter anwesend, der die Arbeit des Mechanikers auf ihre Ordnungsmäßigkeit hätte überprüfen können. Da der Riegel neu gekauft worden war, verfügte er auch nicht über optische Kennzeichen wie Fahnen oder Wimpel. Der Mechaniker beteuerte nach dem Absturz seine Unschuld und sagte aus, dass die Verriegelung an der PH-TCR nicht aktiv gewesen war. Unterstützt wurde er in seiner Aussage vom Chefmechaniker des Bodenpersonals, der aber am Unfalltag abwesend war.
Den Aussagen des Mechanikers widersprach ein Zeuge, der sich zum Zeitpunkt der Wartung des Flugzeugs etwa 75 Meter entfernt vom Terminal im zweiten Stock des Flughafenverwaltungsgebäudes befunden hatte. Er sagte aus, dass fünf bis acht Minuten vor dem Start ein Mann in KLM-Uniform die PH-TCR verlassen und die Verriegelung angebracht hätte. Um das Verhalten des Flugzeugs im Steigflug mit verriegeltem Höhenruder zu testen, wurden am 1. Februar 1947 Flüge mit einer baugleichen DC-3 der Fluggesellschaft DDL durchgeführt. Unter Verwendung von Sandsäcken war das Testflugzeug genauso schwer wie die Unfallmaschine. Auch führte man dieselbe Menge an Treibstoff mit. An Bord befanden sich Flugkapitän Emil Dam, Leiter der technischen Abteilung von DDL, ein Mitglied der dänisch-schwedisch-niederländischen Untersuchungskommission und drei weitere Piloten. Die Testflüge wurden ab einer Flughöhe von 2000 Metern durchgeführt. Es wurden jeweils ungefähr 20 Meter hohe Steigflüge mit verriegeltem Höhenruder simuliert, bei denen die Maschine eine hohe Querneigung von bis etwa 60 Grad erreichte. Innerhalb von sieben Sekunden kam es zum Strömungsabriss und die DDL-Maschine geriet ins Trudeln.

### Untersuchungsergebnis
Die Untersuchungskommission kam zu dem Ergebnis, dass die Verriegelung des Höhenruders die Unfallfallursache war. Bereits am 31. Januar, fünf Tage nach dem Flugzeugabsturz, veröffentlichte dies die staatliche niederländische Luftfahrtbehörde in Absprache mit den dänischen Experten. Die zu hohe Querneigung beim Start hatte einen Strömungsabriss bei der PH-TCR verursacht, was zum Absturz führte. Der Metallriegel sei, so die Ermittler, wahrscheinlich in der Luft heruntergefallen oder durch die Explosion fortgeschleudert worden.
Neben den Fehlern des Bodenpersonals rügte der Untersuchungsbericht das Verhalten der Flugbesatzung um Kapitän Geysendorffer, auf dessen guten Ruf verwiesen wurde. Die Piloten hätten es ebenfalls versäumt, die Höhenruder-Verriegelung zu überprüfen, wie es in der Checkliste vorgesehen war. Der Bericht wies darauf hin, die Reihenfolge der Checkliste eventuell zu ändern und das Entfernen der Verriegelung noch vor dem Anlassen der Motoren aufzuführen. Die niederländische Tageszeitung Algemeen Dagblad versuchte in einem am 1. Februar 1947 erschienenen Artikel die Nachlässigkeit der Besatzung psychologisch zu erklären. Die KLM-Maschine sei wegen des starken Windes mit einer halben Stunde Verspätung in Kastrup eingetroffen. Aufgrund der prominenten Fluggäste hätte die Besatzung daher den Drang verspürt, so schnell wie möglich den Weiterflug nach Stockholm einzuleiten.
Bereits vor dem Absturz in Kastrup war es zu zwei Beinaheunfällen von Flugzeugen des Typs DC-3 mit verriegeltem Höhenruder gekommen. Ein Vorfall betraf ein schwedisches Flugzeug im Juli/August 1946 auf dem Flughafen Schiphol. Bei einem erst kurz zurückliegenden anderen Fall handelte es sich um eine KLM-Maschine auf dem Flughafen Kastrup. Ein dänischer Polizist hatte die aktivierte Verriegelung bemerkt und ein KLM-Mitarbeiter war mit seinem Wagen der zum Start rollenden Maschine hinterhergefahren. Beide Vorfälle waren aber nie gemeldet worden.
Zu einem Totalverlust hatte ein ebenfalls nicht bekannt gewordener Unfall geführt. Am 15. September 1946 stürzte eine Douglas DC-3/C-47A der Royal Canadian Air Force (RCAF) (RCAF 962) beim Start am Militärflugplatz von Estevan (Saskatchewan) (Kanada) ab. Das Fahrwerk wurde eingefahren und das Flugzeug stieg sehr steil. Es geriet nach einem Strömungsabriss ins Trudeln, stürzte ab und brannte aus. Die Untersuchung ergab, dass eine Ruderverriegelung am rechten Höhenruder vor dem Flug nicht entfernt worden war. Alle 21 Insassen, Besatzungsmitglieder und Passagiere, wurden getötet.

## Nachwirkungen
Der Unfall führte dazu, dass man am Boden zwischen Höhen- und Seitenruder der DC-3 ein Stahlseil spannte, damit sich ein ähnlicher Unfall nicht mehr wiederholen konnte.
Der Absturz der PH-TCR war innerhalb weniger Tage der zweite von drei schweren Unfällen einer DC-3 in Europa. Einen Tag vor der Katastrophe in Kastrup war eine Passagiermaschine der Spencer Airways (Kennzeichen: VP-YFD) auf dem Flug nach Rom-Ciampino unter ähnlichen Bedingungen kurz nach dem Start von London-Croydon abgestürzt, wobei zwölf der 23 Insassen ums Leben kamen. Am 1. Februar verunglückte eine DC-3 der Air France (F-BAXQ) aus Bordeaux, als sie im Endanflug auf den Flughafen Lissabon unter schlechten Sichtverhältnissen mit einem Gipfel des Gebirgszuges Serra de Sintra kollidierte. Von den 16 Insassen fanden 15 den Tod.
Die New York Times kritisierte Anfang Februar 1947, dass Irritationen über die Zuständigkeit beim Flugzeugabsturz in Kastrup geherrscht hätten, da ein US-amerikanischer Flugzeugtyp in Besitz einer niederländischen Fluggesellschaft auf dänischem Boden abgestürzt war. Ähnliche Probleme gab es einen Monat zuvor beim Absturz einer TWA-Lockheed Constellation (Kennzeichen: N86505) auf dem Flughafen Shannon (Irland). Am 3. Februar 1947 empfahl die Accident Investigation Division der Provisional International Civil Aviation Organization bei einem Treffen in Montreal, dass die Unfalluntersuchung zwischen der Nation erfolgen sollte, deren Flugzeug abstürzte, und dem Land, in dem der Unfall stattfand.
Die Datenbank Aviation Safety Network weist den Absturz im Jahr 1947 als seinerzeit schwersten Flugunfall in Dänemark aus, nachdem 1946 eine DC-3 der Air France (F-BAOB) auf dem Weg von Kopenhagen nach Paris nahe Køge abgestürzt war, wobei die gleiche Anzahl an Insassen ums Leben gekommen waren. Die Flugzeugkatastrophe von Kastrup ist bis heute der viertschwerste Unfall in der dänischen Luftfahrtgeschichte. Im August 1957 wurden beim Absturz einer Iljuschin Il-14 der Aeroflot (CCCP-L1874) ins südliche Hafenbecken von Kopenhagen alle 23 Insassen getötet. Im August 1971 stürzte eine Iljuschin Il-18 der ungarischen Fluggesellschaft Malév (HA-MOC) beim Endanflug auf Kopenhagen nahe der Insel Saltholm ins Meer, wobei 32 Menschen starben. Der bisher schwerste Flugunfall auf dänischem Territorium ereignete sich am 8. September 1989, als eine Convair CV-580 der norwegischen Charterfluggesellschaft Partnair nördlich der Gemeinde Hirtshals vor der dänischen Küste in den Skagerrak stürzte. Keiner der 55 Insassen überlebte den Unfall (siehe auch Partnair-Flug 394).
Das aus dem Wrack der PH-TCR geborgene Post- und Frachtgut ist unter Sammlern begehrt. Im Mai 2004 wurden einige Stücke bei einer Auktion in Den Haag veräußert.